# Кредит по оплате
Кредит по оплате или «Кредит поставщика» (англ. Supplier's Credit) — кредит, который носит временный/долговой характер в форме отсрочки. Обычно предоставляется продавцом покупателю в виде долгосрочных платежей. Иногда осуществляется через банковские аккредитивы.

## Договорное обязательство
Основой кредита поставщика[прояснить] является договорное обязательство о покупке товара (договор купли-продажи). Если покупатель не в состоянии оплатить товар за счет собственных средств, а продавец заинтересован в сбыте товара, договор купли-продажи может совершаться, если поставщик откажется от немедленной оплаты товара покупателем.
Практически поставщик предоставляет покупателю коммерческий кредит. В этой сделке поставщик выступает в качестве кредитора, а покупатель — заемщиком.